# World Duty Free
World Duty Free est une entreprise spécialisée dans les boutiques hors taxes. Elle fait suite à une scission de Autogrill.

## Histoire
En mars 2015, Dufry acquiert 50,1 % des parts que détient la famille Benetton dans World Duty Free pour 1,31 milliard de francs suisses, puis va ensuite acquérir le reste des actions de World Duty Free pour 3,6 milliards d'euros.